# Convogli artici della seconda guerra mondiale

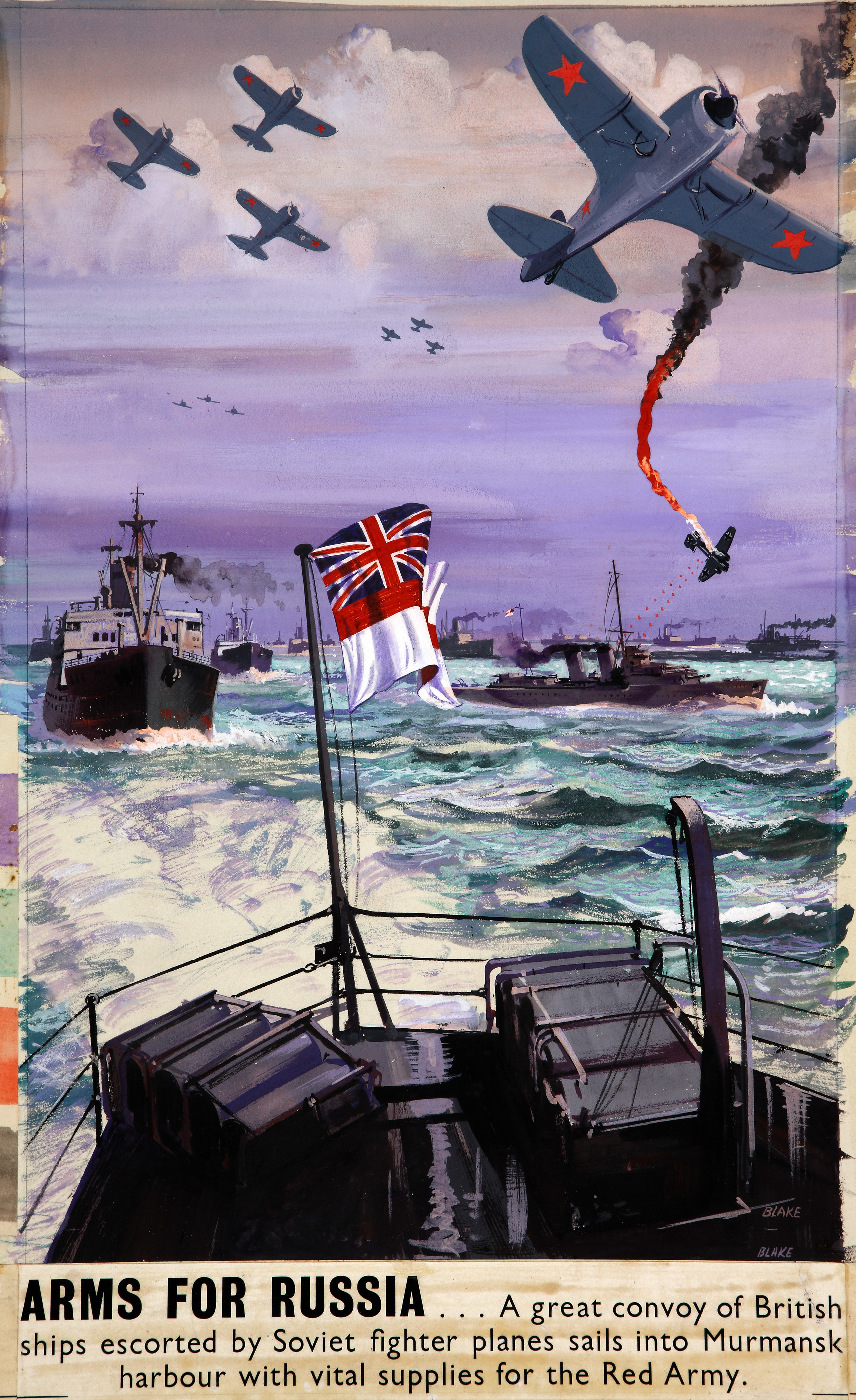
Manifesto propagandistico britannico dedicato ai convogli artici

Con convogli artici della seconda guerra mondiale si indica la serie di convogli navali di unità mercantili, scortati da navi da guerra, che gli Alleati occidentali misero in piedi durante la seconda guerra mondiale per recapitare equipaggiamenti e aiuti all'Unione Sovietica. I convogli percorrevano le rotte marittime che collegavano i porti della Gran Bretagna e dell'Islanda agli scali di Murmansk e Arcangelo nel nord della Russia, attraverso i bacini navali del Mare di Norvegia e del Mare di Barents; la rotta si sviluppava, per buona parte, a nord del circolo polare artico.
Il primo convoglio artico prese il mare nell'agosto 1941, circa due mesi dopo l'attacco tedesco all'Unione Sovietica; il flusso dei rifornimenti divenne copioso nei mesi a venire, quando ai sovietici furono estesi gli aiuti militari ed economici degli Stati Uniti d'America in base al programma Lend-Lease. A parte che per le difficoltà ambientali, con mari in tempesta, bufere di neve e temperature bassissime, la rotta artica era resa estremamente pericolosa dall'essere esposta, per gran parte della sua lunghezza, alle azioni offensive delle forze militari tedesche schierate nella Norvegia occupata: attacchi ai convogli da parte di sommergibili e navi di superficie della Kriegsmarine tedesca, come pure di bombardieri e aerosiluranti della Luftwaffe, erano una minaccia abituale, obbligando gli Alleati e, in particolare, la Royal Navy britannica a mobilitare ingenti forze per proteggere i mercantili.
Proseguiti fino al termine delle ostilità nel maggio 1945, i convogli recapitarono ingenti quantitativi di equipaggiamenti occidentali ai sovietici; il prezzo pagato dagli Alleati fu considerevole, con numerose unità mercantili e da guerra colate a picco nelle gelide acque artiche.

## Antefatti

### L'importanza degli aiuti all'Unione Sovietica

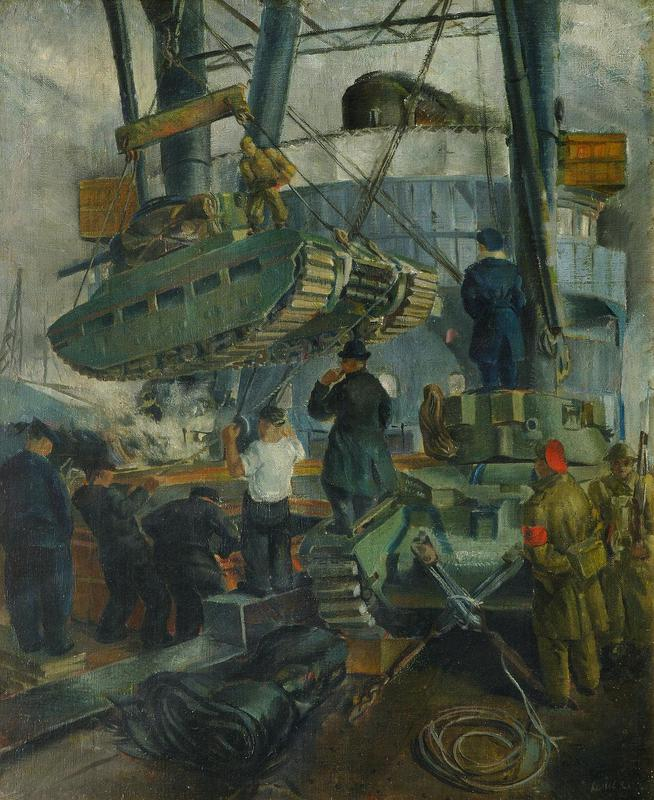
Carri armati britannici sono imbarcati alla volta della Russia in un'illustrazione di Leslie Cole del 1941

L'avvio dell'invasione dell'Unione Sovietica da parte della Germania nazista il 21 giugno 1941 pose per gli Alleati occidentali (inizialmente il solo Regno Unito, affiancato poi dal dicembre 1941 dagli Stati Uniti d'America) la necessità strategica di sostenere la lotta dei sovietici contro il comune nemico. Ancora impegnati a radunare, riorganizzare ed equipaggiare le loro forze armate, e quindi impossibilitati ad aprire un "secondo fronte" contro i tedeschi nell'Europa occidentale, gli anglo-statunitensi potevano appoggiare i sovietici solo in modo indiretto: conducendo incursioni anfibie su piccola scala lungo le coste dei paesi occupati, lanciando una campagna di bombardamenti aerei strategici sulla Germania e fornendo all'Unione Sovietica rifornimenti di armamenti, veicoli e materiali. Quest'ultimo, in particolare, era un aspetto di importanza centrale: le imponenti operazioni belliche del fronte orientale imposero un elevato tasso di attrito alle forze armate sovietiche, ben presto gravate da grosse perdite umane e di equipaggiamenti; ciò si combinava, con effetti deleteri per la tenuta dell'Unione Sovietica, con la grave interruzione nella produzione industriale dovuta alla necessità di spostare le fabbriche situate nelle regioni occidentali dell'URSS, invase dai tedeschi, verso la zona degli Urali, al sicuro dagli attacchi nemici.
La stipula di un formale trattato di alleanza tra Unione Sovietica e Regno Unito il 12 luglio 1941 aprì all'invio dei primi aiuti militari britannici, per quanto inizialmente Londra non avesse molte risorse da condividere con i nuovi alleati. La situazione mutò decisamente nell'ottobre 1941, quando il programma di aiuti militari Lend-Lease statunitense, inizialmente riservato al solo Regno Unito, fu esteso anche all'Unione Sovietica: il Lend-Lease consentì ai sovietici di ricevere enormi forniture di materiale, rivelatesi fondamentali per la tenuta bellica della nazione. A parte gli equipaggiamenti propriamente militari, come carri armati e aerei, una fornitura utile anche se percentualmente piuttosto piccola rispetto alla produzione delle fabbriche sovietiche, furono gli elevati quantitativi di materie prime industriali, apparecchiature tecnologiche, macchinari, veicoli logistici e finanche derrate alimentari a tenere in piedi l'economia dell'URSS e consentirle di concentrarsi totalmente nella produzione bellica. 
Se reperire il materiale non era un problema, lo stesso non si poteva dire per il suo invio in Unione Sovietica. Tre principali canali di rifornimento furono aperti dagli Alleati per far giungere ai sovietici gli aiuti promessi. Il primo passava per la rotta navale che collegava direttamente i porti della costa occidentale degli Stati Uniti allo scalo di Vladivostok, nell'Estremo oriente russo, attraverso le acque dell'oceano Pacifico; questa rotta, per quanto fondamentalmente al sicuro dagli attacchi tedeschi, subiva però delle limitazioni dovute allo stato di guerra che intercorreva tra Stati Uniti e Impero giapponese: sebbene né i sovietici né i giapponesi avessero interesse ad aprire ostilità reciproche, provocazioni troppo esplicite dovevano essere evitate e pertanto la rotta per Vladivostok poteva essere usata solo dai mercantili sovietici e solo per trasportare materiali non militari. Un secondo canale di rifornimento fu stabilito alla fine dell'agosto 1941, quando forze sovietiche e britanniche invasero e occuparono l'Iran: il controllo del territorio iraniano consentiva di aprire una via diretta di comunicazione con la Russia meridionale attraverso i porti del Golfo Persico (il cosiddetto "corridoio persiano"), ma la rotta era decisamente la più lunga, richiedendo, tra la traversata dell'oceano Atlantico e il periplo dell'Africa, anche sette mesi per poter essere portata a termine da una spedizione.

### L'apertura della rotta artica

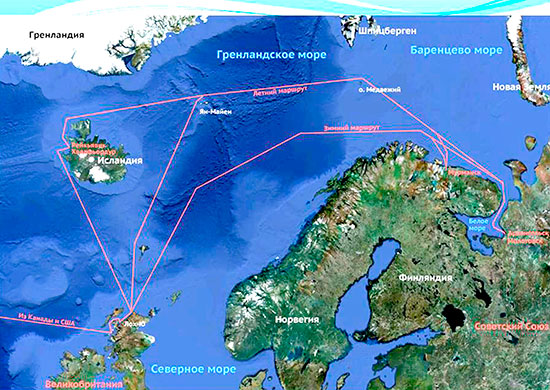
In rosso, le rotte dei convogli alleati nel nord Atlantico nel periodo 1941-1945

La via più diretta e senza vincoli che consentisse collegamenti continui tra gli Alleati era infine quella che univa i porti della Gran Bretagna agli scali di Murmansk e Arcangelo nel nord della Russia, attraverso i bacini navali del Mare di Norvegia e del Mare di Barents; questa "rotta artica", tuttavia, era irta di difficoltà. Le condizioni ambientali che i convogli di mercantili dovevano affrontare erano tremende, con frequenti tempeste e mare in burrasca, visibilità ridotta da nebbia e nuvole basse, banchi di ghiaccio galleggiante alla deriva e temperature bassissime che garantivano scarse probabilità di sopravvivenza a eventuali naufraghi finiti in acqua. Come se non bastasse, la rotta era esposta per buona parte della sua lunghezza alle azioni offensive delle forze aeree e navali tedesche in partenza dalle coste della Norvegia occupata, la cui lunga e frastagliata linea costiera offriva numerosi basi sicure da cui far partire gli attacchi.

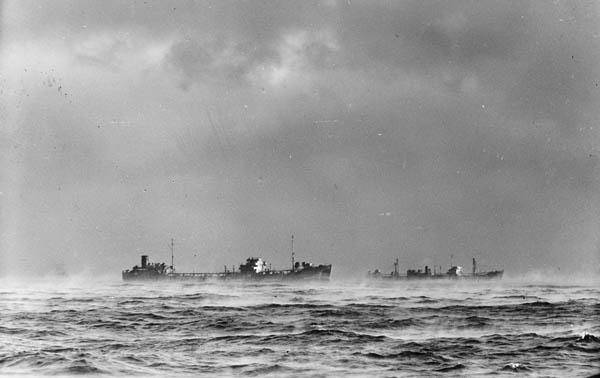
Mercantili alleati in viaggio per l'Unione Sovietica lungo la rotta artica

Il problema era di difficile soluzione: nei mesi estivi, l'arretramento del limite dei ghiacci consentiva alle navi alleate di navigare anche a 300 miglia nautiche da Capo Nord lungo una rotta che passava a nord dell'Islanda, di Jan Mayen e dell'Isola degli Orsi, tenendosi di conseguenza a distanza dalle basi aeree tedesche; ma le lunghe giornate di luce date dal fenomeno del "Sole di mezzanotte" le rendevano facilmente individuabili da parte dei sommergibili della Kriegsmarine tedesca (gli U-Boot). All'opposto, nei mesi invernali le poche ore di luce ostacolavano le attività dei battelli subacquei tedeschi, ma l'ampliarsi della calotta artica obbligava i convogli a procedere a sud di Jan Mayen e dell'Isola degli Orsi, arrivando anche a 150 miglia da Capo Nord e finendo ben dentro il raggio d'azione dei velivoli della Luftwaffe. In aggiunta, nei mesi invernali il porto di Arcangelo risultava inagibile per la presenza di eccessive formazioni di ghiaccio, obbligando i mercantili a fare scalo obbligatoriamente a Murmansk che, essendo più vicina alla linea del fronte, era anche più esposta alle incursioni aeree tedesche.

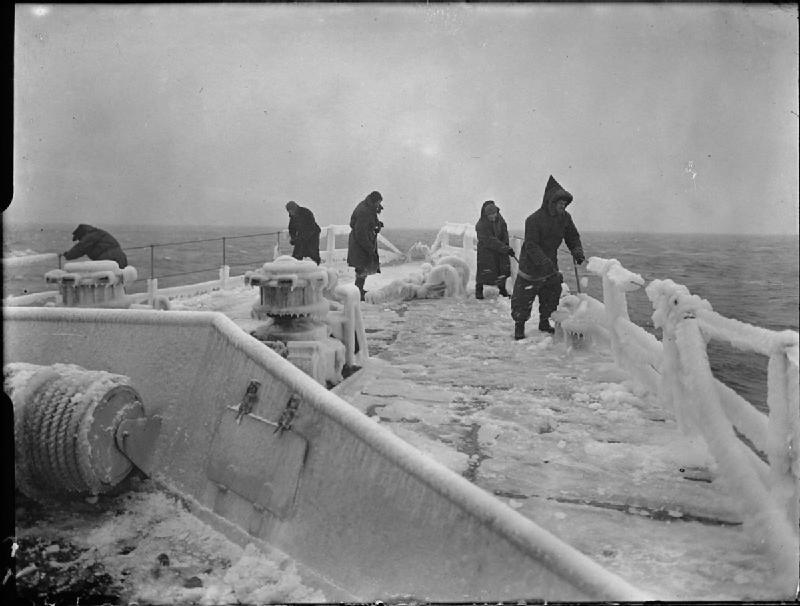
Il ponte del cacciatorpediniere britannico ingombro di ghiaccio durante una traversata artica

I pericoli della rotta artica richiedevano quindi l'impiego di grossi convogli scortati per tutto il tragitto da ampie forze navali da guerra, un compito a cui i sovietici stessi potevano offrire un contributo relativamente modesto: la Flotta del Nord di base a Murmansk era una forza piccola, allineando nel 1941 appena otto cacciatorpediniere, 18 sommergibili e una dozzina di unità leggere da scorta e pattugliamento, e la stessa flotta mercantile sovietica aveva navi in numero inadeguato a coprire le necessità dei convogli. Il peso maggiore dei viaggi ricadde sulle flotte mercantili britannica e norvegese, affiancate più avanti in numero sempre più crescente dai cargo di produzione statunitense; per quanto riguarda la protezione dei convogli, invece, essa fu assunta dalla Home Fleet della Royal Navy britannica.
L'organizzazione e protezione dei convogli artici fu una necessità giunta in un momento critico per le forze navali britanniche, che tra il 1941 e il 1942 erano tese al massimo delle loro capacità per sostenere il confronto con le Potenze dell'Asse nel Mediterraneo, in Atlantico e nell'Oceano Indiano. I britannici furono tuttavia abili a mettere in piedi, in meno di due mesi dalla stipula del patto di alleanza tra Mosca e Londra, il primo dei "convogli artici": sotto il nome in codice di "convoglio Dervish", i primi sette mercantili carichi di materiale bellico britannico salparono il 21 agosto 1941 dopo essersi riuniti a Hvalfjörður in Islanda, con la scorta diretta di tre cacciatorpediniere e altrettanti dragamine britannici e protetti a distanza da uno scaglione della Home Fleet comprendente una portaerei, due incrociatori e tre cacciatorpediniere. Senza aver incontrato opposizione nemica alcuna, il convoglio giunse felicemente a destinazione ad Arcangelo il 31 agosto: per quanto il materiale trasportato fosse poco più che simbolico, la spedizione dimostrò quantomeno la fattibilità dei collegamenti tra la Gran Bretagna e il nord della Russia.

## Storia dei convogli

### Le prime spedizioni

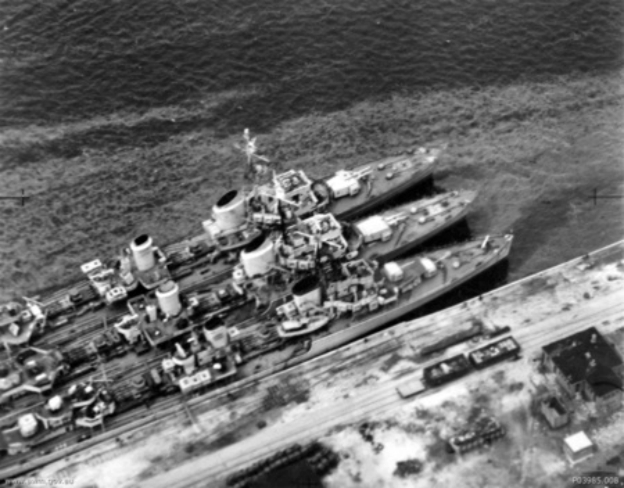
Cacciatorpediniere tedeschi (due Zerstörer 1936A e, più vicino alla banchina, uno Zerstörer 1934) ormeggiati in porto

Dopo la riuscita del convoglio Dervish, gli Alleati stabilirono rapidamente un sistema di spedizioni periodiche alla volta dei porti artici sovietici. I convogli in partenza dal Regno Unito e diretti in Unione Sovietica erano designati con la sigla PQ (dalle iniziali del nome del comandante Phillip Quellyn Roberts, ufficiale del servizio operazioni dell'Ammiragliato britannico e organizzatore del sistema dei primi convogli) e un numero progressivo; i convogli composti da mercantili scarichi, in partenza da Murmansk o Arcangelo e diretti nel Regno Unito, erano invece designati con la sigla QP. Il primo convoglio della serie PQ salpò da Hvalfjörður per Arcangelo il 29 settembre 1941, preceduto di un giorno dal primo convoglio della serie QP diretto in senso opposto.
Tra il settembre e il novembre 1941 gli Alleati organizzarono e portarono a termine cinque convogli della serie PQ e tre della serie QP senza subire una sola perdita per azione nemica. La Wehrmacht tedesca aveva infatti gravemente sottostimato l'importanza della rotta artica: il piano per l'invasione dell'Unione Sovietica dedicava un'attenzione marginale alla dimensione navale e ancor meno spazio alle operazioni nelle acque a nord del circolo polare artico e la Kriegsmarine si era inizialmente limitata a dislocare nelle basi norvegesi di Narvik e Kirkenes una flottiglia di cacciatorpediniere per condurre alcune incursioni contro il traffico costiero a nord della penisola di Kola, rivelatesi molto poco fruttuose. Questa scarsa attenzione era anche frutto della presunzione che il conflitto contro l'Unione Sovietica sarebbe stato breve e che la blitzkrieg tedesca avrebbe avuto ragione della resistenza sovietica ben prima che l'aiuto degli Alleati occidentali avesse qualche effetto sulla lotta. La sconfitta nella battaglia di Mosca, con la conseguente prospettiva di dover affrontare un conflitto lungo contro i sovietici, obbligò i tedeschi a rivedere le proprie decisioni. La necessità di tagliare il flusso di rifornimenti che arrivava nei porti artici divenne ora un obiettivo importante, a maggior ragione dopo il fallimento dell'offensiva per catturare Murmansk via terra dalla Norvegia; la Kriegsmarine iniziò quindi a dislocare sempre più unità nelle basi norvegesi e gli ostacoli per i convogli artici crebbero di conseguenza.

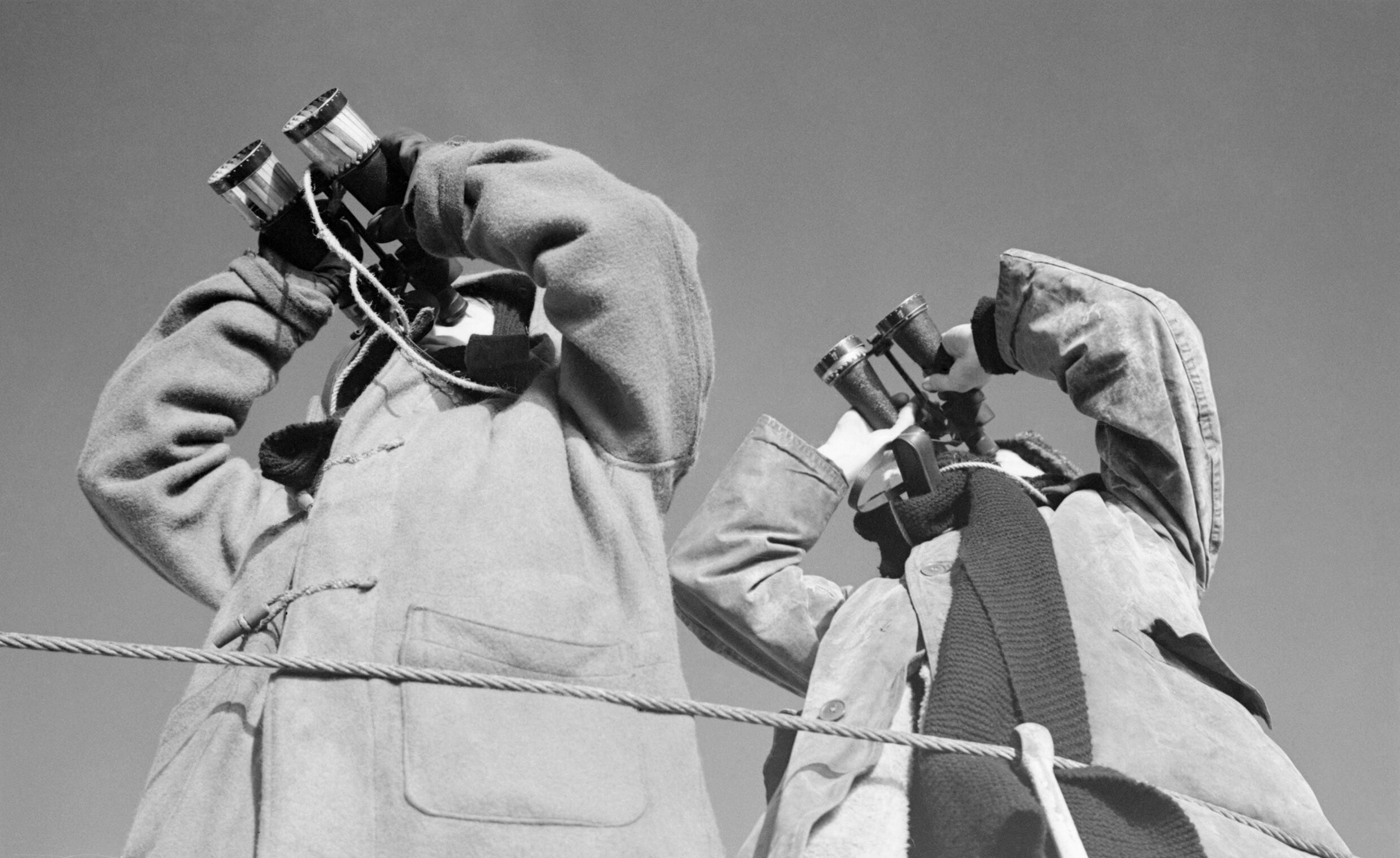
Vedette a bordo del cacciatorpediniere scrutano il cielo alla ricerca di velivoli della Luftwaffe

Il PQ 6, salpato da Hvalfjörður con otto mercantili l'8 dicembre e arrivato a Murmansk il 20 dicembre, fu il primo ad assaggiare l'opposizione tedesca: il 17 dicembre, al largo di Capo Nord, quattro cacciatorpediniere tedeschi dell'8. Zerstörerflottile usciti da Tromsø ingaggiarono un conflitto a fuoco con la scorta del convoglio, causando danni a un dragamine britannico prima di rompere il contatto e rientrare alla base, vanamente inseguiti da un incrociatore britannico e due cacciatorpediniere sovietici usciti da Murmansk. Alla fine di dicembre la Kriegsmarine dislocò per la prima volta un "branco di lupi" di tre sommergibili (gruppo "Ulan") a sud dell'Isola degli Orsi per dare la caccia ai convogli alleati; a farne le spese fu il convoglio PQ 7A salpato da Hvalfjörður il 26 dicembre con destinazione Murmansk: il cargo britannico Waziristan, rimasto separato dal convoglio a causa del maltempo, fu sorpreso e affondato dal sommergibile U-134 il 2 gennaio 1942 a circa 20 miglia a sud dell'Isola degli Orsi, divenendo la prima vittima dei convogli artici.
Il gruppo "Ulan" si rese protagonista di altri attacchi ai danni del convoglio PQ 8, salpato l'8 gennaio con otto mercantili: il 17 gennaio il sommergibile U-454 riuscì a colpire con un siluro il mercantile britannico Hamatris, poi rimorchiato in salvo a Murmansk, e il cacciatorpediniere della Royal Navy HMS Matabele, finito invece affondato; a causa delle bassissime temperature dell'acqua, solo due dei circa 200 membri dell'equipaggio del cacciatorpediniere furono tratti in salvo. La minaccia ormai palese ai convogli artici spinse il comandante della Home Fleet, ammiraglio John Tovey, a inviare a Murmansk una missione capitanata dal contrammiraglio Harold Burrough per persuadere i sovietici a giocare un ruolo più attivo nella scorta dei convogli; i risultati furono abbastanza magri: il comando della Flotta del Nord, capitanato per tutta la durata della guerra dal contrammiraglio Arsenij Grigor'evič Golovko, si rifiutò sempre di impiegare i suoi mezzi per proteggere i convogli in pieno oceano, pur contribuendo alla scorta dei mercantili durante il tratto finale del loro percorso a nord della penisola di Kola.

### Il periodo più duro

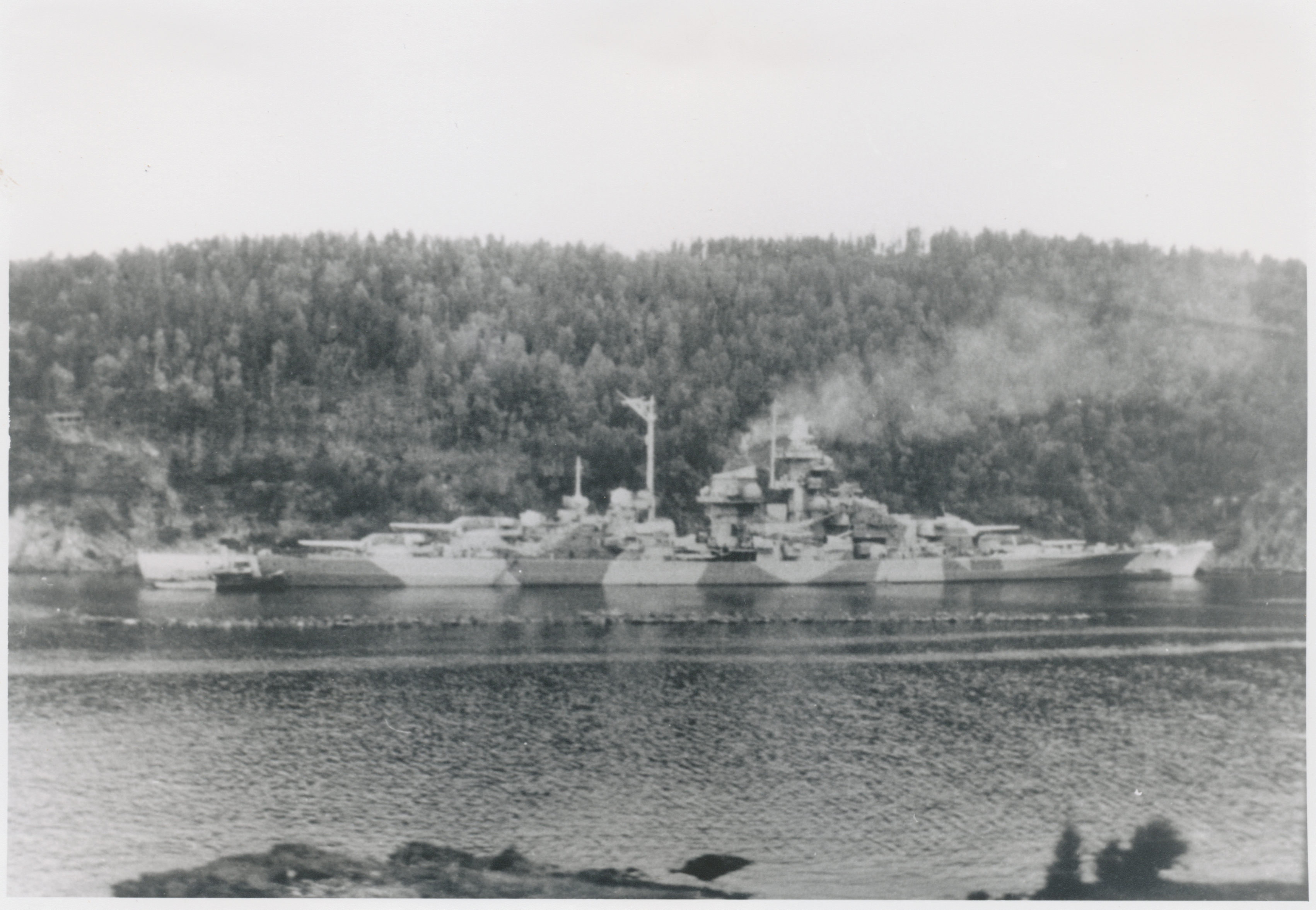
La Tirpitz ormeggiata in un fiordo norvegese nel 1942

Il 1942 fu indubbiamente l'anno più difficile per le operazioni degli Alleati sulla rotta artica. Nel corso dei primi mesi del 1942 la Wehrmacht iniziò a concentrare maggiori risorse aeronavali nel settore artico, dai bombardieri e ricognitori a lungo raggio della Luftwaffe ai cacciatorpediniere e sommergibili della Kriegsmarine; un'importante aggiunta allo schieramento tedesco furono le grandi unità da combattimento di superficie, come navi da battaglia e incrociatori pesanti: l'accresciuta copertura aerea da parte dei mezzi degli Alleati rendeva molto più difficile per queste unità intraprendere operazioni a lungo raggio in Atlantico come negli anni 1940 e 1941, mentre invece la lunga e frastagliata costa norvegese offriva numerose basi sicure da cui intraprendere, sotto la protezione dei velivoli della Luftwaffe, improvvise sortite offensive a corto raggio ai danni dei vicini convogli nemici. La Marina tedesca poteva così mettere in atto una perfetta strategia di "flotta in potenza", mantenendo sull'avversario uno stato di continua minaccia potenziale convertibile in ogni momento e a piacimento in minaccia reale, obbligando così la Royal Navy a mantenere nelle acque dell'Artico un ingente schieramento di unità pesanti altrimenti impiegabili altrove. Il 23 gennaio 1942 giunse a Trondheim, pronta per essere impiegata contro i convogli artici, la nave da battaglia tedesca Tirpitz: gemella della Bismarck, affondata alcuni mesi prima in Atlantico dopo una dura lotta, l'unità avrebbe rappresentato la "bestia nera" per le operazioni degli Alleati nel settore artico. A fine febbraio si aggiunse l'incrociatore pesante Admiral Scheer, anche se il pari tipo Prinz Eugen dovette rientrare in Germania dopo essere stato silurato da un sommergibile britannico mentre era in rotta per le acque norvegesi; a fine marzo sarebbe arrivato invece l'incrociatore pesante Admiral Hipper.

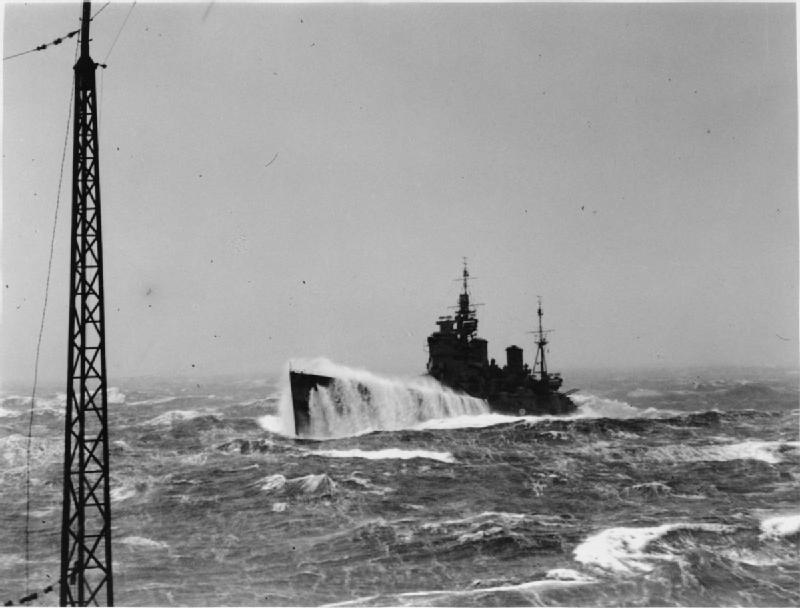
Fotografata dal ponte della portaerei Victorious, la nave da battaglia Duke of York sfida il mare in tempesta durante la scorta a un convoglio artico

La minaccia delle grandi unità di superficie divenne palese il 6 marzo, quando la Tirpitz e quattro cacciatorpediniere salparono da Trondheim per portare un attacco ai convogli PQ 12 e QP 8, avvistati il giorno prima da un ricognitore a lungo raggio Focke-Wulf Fw 200 (operazione Sportpalast). Tovey era in mare per proteggere i due convogli con un grosso scaglione della Home Fleet comprendente due navi da battaglia, un incrociatore da battaglia, una portaerei e quattro incrociatori: avvisato della partenza della Tirpitz da un sommergibile britannico e dalle decrittazioni del traffico radio tedesco portate avanti dal sistema "Ultra", l'ammiraglio diresse subito all'intercettamento. Ostacolate dalla pessima visibilità e dal mare in burrasca, le due forze vagarono senza entrare in contatto e senza causare gravi danni: i tedeschi si limitarono ad affondare un mercantile sovietico rimasto separato dal QP 8, mentre un attacco di aerosiluranti della portaerei HMS Victorious non causò alcun danno alla Tirpitz, che rientrò alla base indenne; l'enorme ammontare di carburante consumato dalla corazzata per quello che era stato, a conti fatti, solo un colpo a vuoto portò poi a limitare notevolmente le successive uscite in mare della Tirpitz. Le condizioni meteo si rivelarono un avversario al pari dei tedeschi: un cacciatorpediniere britannico e uno sovietico subirono gravi danni per l'urto con formazioni di ghiaccio, mentre un cacciasommergibili britannico fu rovesciato e affondato dal mare in tempesta.
Una dura battaglia interessò poi il convoglio PQ 13, salpato da Loch Ewe, in Scozia, il 10 marzo con 19 mercantili. Il convoglio incontrò una violenta tempesta tra il 24 e il 27 marzo, che affondò un cacciasommergibili e ruppe la formazione dei mercantili; avvistato dai ricognitori della Luftwaffe il 27 marzo, il giorno seguente il convoglio fu attaccato da bombardieri Junkers Ju 88 del Kampfgeschwader 30 (KG 30) che colarono a picco due mercantili. La Kriegsmarine fece intervenire tre cacciatorpediniere della 8. Zerstörerflottile, che il mattino del 29 marzo affondarono un altro mercantile rimasto separato dal convoglio; poco dopo, le tre unità ingaggiarono battaglia con l'incrociatore britannico HMS Trinidad: in un confuso scontro, il cacciatorpediniere tedesco Z26 fu colato a picco dalle artiglierie britanniche, ma lo stesso Trinidad subì gravi danni dopo essere stato colpito da un siluro mal funzionante lanciato da lui stesso. I due restanti cacciatorpediniere tedeschi si ritirarono, non prima di aver ingaggiato combattimento con due similari unità britanniche e una sovietica accorse sul luogo, danneggiando il cacciatorpediniere HMS Eclipse. Sei U-Boot tentarono vari attacchi al PQ 13, colando a picco altri due mercantili, prima che il martoriato convoglio riuscisse a rifugiarsi a Murmansk il 31 marzo; i bombardieri del KG 30 tedesco compirono svariate incursioni contro le navi ferme in porto tra il 3 e il 14 aprile seguenti, riuscendo ad affondare altri quattro mercantili.

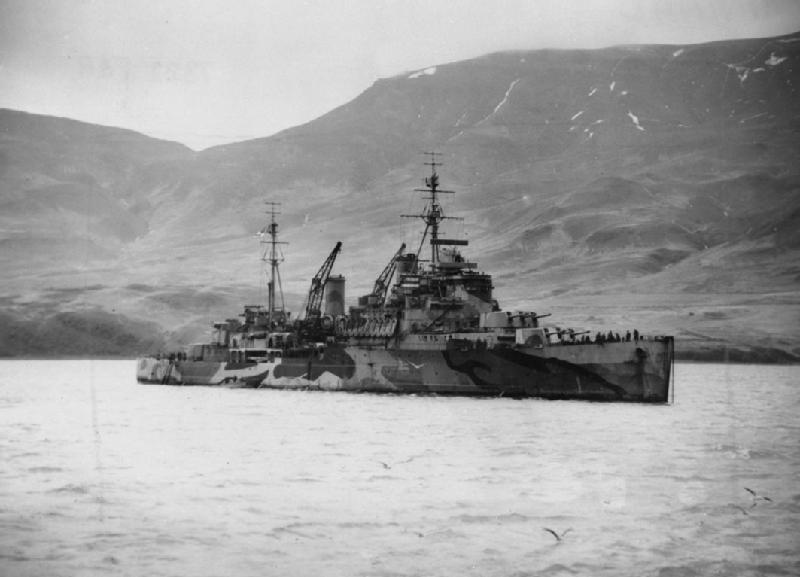
L'incrociatore Trinidad in Islanda nel febbraio 1942

L'8 aprile fu la volta del PQ 14 di prendere il mare da Reykjavík con 24 mercantili, mentre due giorni dopo il QP 10 lasciava Murmansk con 15 mercantili. Le condizioni meteo si rivelarono ancora una volta di ostacolo per gli Alleati, con 16 mercantili del PQ 14 e due dragamine della scorta costretti a tornare indietro dopo i danni causati dall'urto con formazioni di ghiaccio al largo di Jan Mayen; attacchi aerei sovietici contro le basi della Luftwaffe a Kirkenes non impedirono ai ricognitori tedeschi di avvistare i due convogli, subito fatti oggetto di ripetuti assalti: una sortita di tre cacciatorpediniere tedeschi andò a vuoto, ma gli U-Boot colarono a picco un mercantile del PQ 14 e due del QP 10, mentre una terza nave da trasporto del QP 10 veniva affondata dai bombardieri Ju 88 del KG 30. 
I 25 mercantili del PQ 15 lasciarono l'Islanda il 26 aprile godendo della protezione, oltre che delle abituali unità della Home Fleet britannica, anche di una task force della United States Navy forte di una nave da battaglia, due incrociatori e quattro cacciatorpediniere. Il 3 maggio il convoglio fu attaccato dagli aerosiluranti Heinkel He 111 del Kampfgeschwader 26, al loro esordio nel teatro operativo artico, perdendo tre mercantili; due gravi incidenti causarono invece vittime nelle forze di scorta: il 1º maggio la bassa visibilità data dalla densa nebbia causò la perdita del cacciatorpediniere HMS Punjabi, speronato dalla nave da battaglia HMS King George V, mentre il 2 maggio il sommergibile polacco ORP Jastrząb fu affondato per errore dalle unità di scorta britanniche che lo avevano scambiato per un U-Boot. Nel mentre, anche il QP 11 salpato da Murmansk il 28 aprile con tredici mercantili dovette affrontare gli attacchi tedeschi: il 30 aprile il sommergibile U-456 silurò e danneggiò gravemente l'incrociatore HMS Edinburgh, mentre una formazione di tre cacciatorpediniere tedeschi lanciò vari attacchi al convoglio, affondando un cargo sovietico e danneggiando un cacciatorpediniere britannico prima di essere respinta. In seguito, il 2 maggio i cacciatorpediniere tedeschi si avventarono sul danneggiato Edinburgh che tentava di rientrare a Murmansk: l'incrociatore fu affondato e i due cacciatorpediniere che lo scortavano gravemente danneggiati, ma i tedeschi dovettero lamentare l'affondamento del cacciatorpediniere Z7 Hermann Schoemann.

### Perdite insostenibili

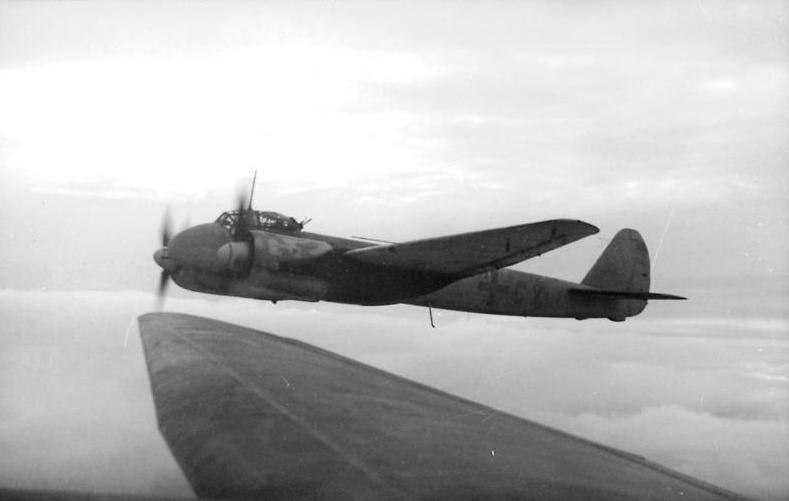
Un bombardiere Ju 88 tedesco fotografato in volo

Il maggio 1942 si aprì con altre dure perdite per gli Alleati: il 14 maggio l'incrociatore britannico Trinidad, danneggiato nel marzo precedente e sommariamente riparato a Murmansk, fu sorpreso dai ricognitori tedeschi mentre rientrava nel Regno Unito con la scorta di quattro cacciatorpediniere; attaccato dai bombardieri Ju 88 del KG 30, l'incrociatore fu affondato con la morte di 81 membri dell'equipaggio. Pochi giorni dopo, il 21 maggio, due convogli presero il mare da direzioni opposte: il QP 12 salpato da Murmansk raggiunse Reykjavík il 29 maggio senza accusare perdite, ma i 35 mercantili del PQ 16, salpati in contemporanea dall'Islanda sotto forte scorta alleata, furono oggetto di ripetuti attacchi. Localizzato dai ricognitori della Luftwaffe il 25 maggio, il PQ 16 fu subito sottoposto ad attacchi continui di bombardieri Ju 88 del KG 30 e di aerosiluranti He 111 del KG 26 prima di raggiungere, il 30 maggio, la copertura aerea dei caccia sovietici di base a Murmansk; sei mercantili furono colati a picco dai velivoli tedeschi, più un settimo silurato e affondato da un U-Boot.
Il primo semestre del 1942 si era concluso con un bilancio piuttosto duro per le forze degli Alleati, con 23 mercantili colati a picco su 246 navi-viaggio, oltre a due incrociatori, due cacciatorpediniere e un sommergibile perduti dalle forze di scorta, mentre all'opposto la Kriegsmarine dovette lamentare la perdita di due cacciatorpediniere e due U-Boot; il secondo semestre dell'anno, tuttavia, fu ben più fosco. Il convoglio QP 13, salpato da Murmansk il 27 giugno con 23 mercantili scarichi, fu ignorato dai tedeschi in quanto ritenuto un obiettivo poco invitante, ma ciononostante subì comunque gravi perdite quando, a causa della fitta nebbia, il 5 luglio finì dentro uno sbarramento minato britannico posato nello stretto di Danimarca: sei mercantili e il dragamine della Royal Navy Niger furono affondati.

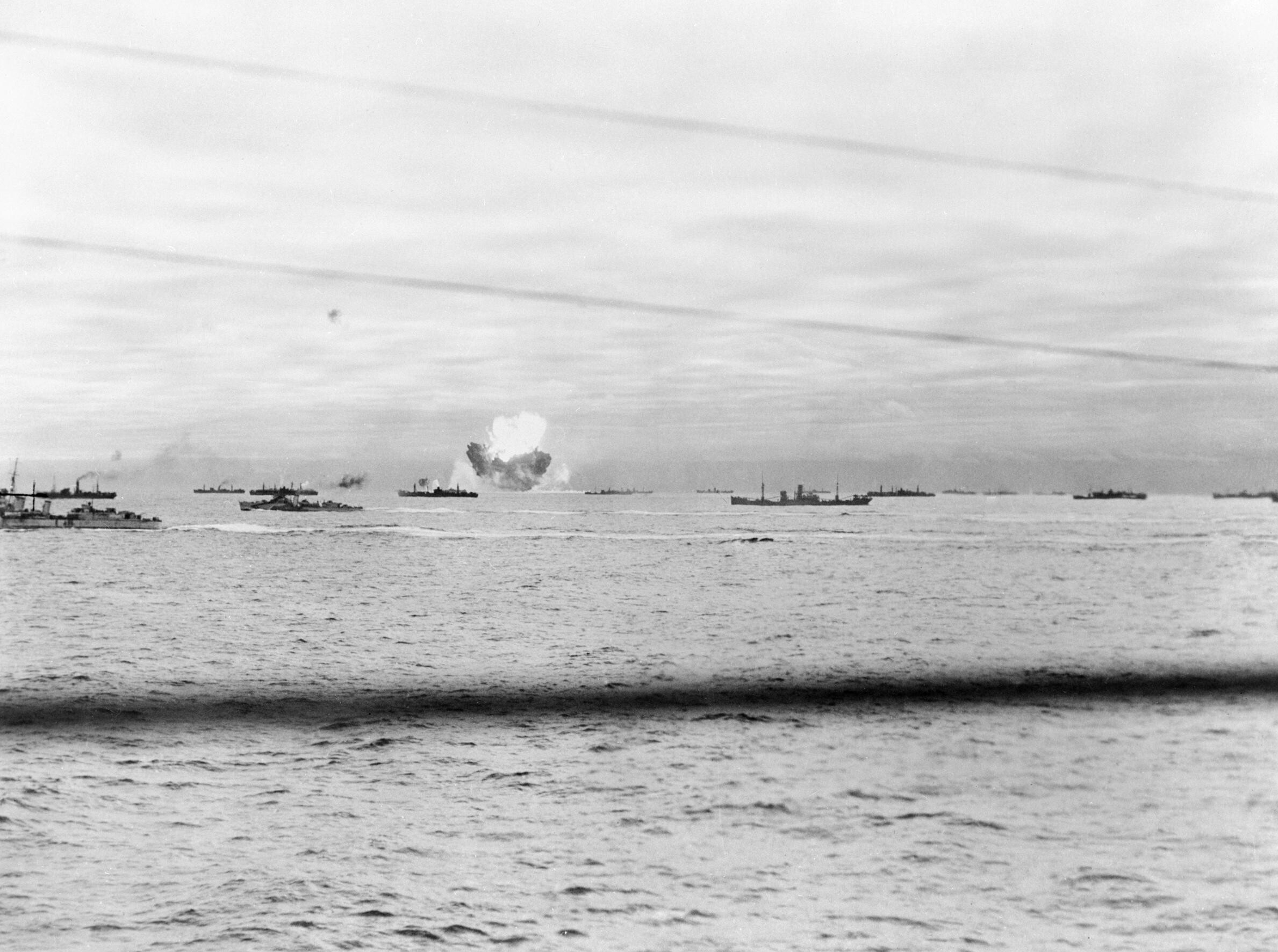
Un convoglio artico fotografato da bordo di un'unità britannica; notare all'orizzonte la colonna di fumo alzata da una petroliera colpita dal tiro tedesco

Con le forze sovietiche sottoposte a grave pressione da un'offensiva tedesca in grande stile nella Russia meridionale, ogni aiuto diveniva indispensabile e il convoglio PQ-17 salpò quindi da Reykjavík il 27 giugno con 36 mercantili carichi e una massiccia scorta di unità navali britanniche e statunitensi. Dopo che due mercantili furono costretti a tornare indietro per avarie, il PQ 17 fu localizzato dai ricognitori tedeschi il 1º luglio e grosse forze furono mobilitate per contrastarlo: un "branco di lupi", forte di otto U-Boot, e le forze aeree della Luftwaffe furono inviati a lanciare ripetuti attacchi contro il convoglio e la sua scorta onde preparare il terreno alla sortita di due grossi gruppi da combattimento di superficie, il primo uscito da Trondheim il 2 luglio con la Tirpitz, l'incrociatore Admiral Hipper e quattro cacciatorpediniere e il secondo che prese il mare da Narvik il 3 luglio con gli incrociatori Admiral Scheer e Lützow e sei cacciatorpediniere. Mentre sempre più mercantili venivano affondati o danneggiati negli attacchi preparatori, l'avvistamento della sortita delle forze di superficie tedesche mise in apprensione l'Ammiragliato di Londra, preoccupato anche dal dover giustificare eventuali gravi perdite tra le unità statunitensi che si trovavano a operare sotto comando britannico, una difficile questione politica. Dietro ordine del Primo lord del mare Dudley Pound, e nonostante la contrarietà dei comandanti in mare, il 5 luglio il convoglio ricevette l'ordine di disperdersi, con la scorta che doveva rientrare alla base e i mercantili che dovevano dirigere indipendentemente alla volta di Murmansk e Arcangelo. Il risultato fu un disastro, una delle peggiori sconfitte patite da un convoglio alleato durante la guerra: anche se le unità di superficie furono richiamate senza essere entrate in contatto con il nemico, le forze tedesche affondarono in ripetuti attacchi 24 mercantili (equamente divisi tra affondati da velivoli, da U-Boot e in collaborazione tra aerei e sommergibili) per un totale di 142.695 tonnellate di stazza; finirono sul fondo del mare quasi 100.000 tonnellate di materiale bellico (due terzi del carico), oltre a 3.350 veicoli militari, 430 carri armati e 210 aerei.

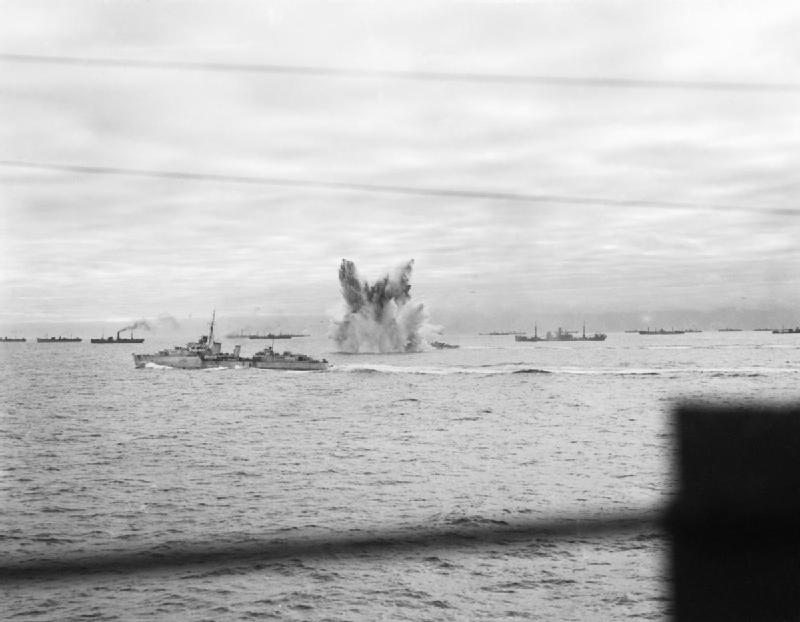
Una bomba tedesca esplode nel bel mezzo del convoglio PQ 18 nel settembre 1942

In agosto non si ebbero convogli di mercantili, anche se tra il 13 e il 23 agosto l'incrociatore statunitense USS Tuscaloosa e quattro cacciatorpediniere trasportarono a Murmansk da Scapa Flow un carico di rifornimenti urgenti. Il PQ 18 lasciò infine Loch Ewe il 2 settembre con 35 mercantili, saliti a 40 dopo una sosta a Hvalfjörður; oltre alla consueta scorta di cacciatorpediniere, dragamine e corvette, accompagnava il convoglio anche una portaerei di scorta, la HMS Avenger, mentre a distanza procedeva il solito gruppo d'appoggio con le navi da battaglia e gli incrociatori della Home Fleet. L'avvistamento del convoglio ad opera dei ricognitori tedeschi il 12 settembre diede il via a un'altra dura battaglia: i tedeschi rinunciarono a far intervenire una squadra di superficie, pure radunata ad Altafjord, ma aerosiluranti, bombardieri e U-Boot lanciarono ripetuti attacchi, vigorosamente contrastati dalle forze di scorta. La copertura a corta distanza dei caccia dell'Avenger e un'agguerrita difesa antiaerea e antisommergibili costarono gravi perdite ai tedeschi, con tre U-Boot e 20 aerei abbattuti, ma anche così ben tredici mercantili furono colati a picco prima che il convoglio raggiungesse Arcangelo il 21 settembre.
Il ritmo delle perdite stava divenendo insostenibile per gli Alleati: il QP 14, salpato da Arcangelo il 13 settembre, incappò in un "branco di lupi" di U-Boot al largo dell'Isola degli Orsi, perdendo quattro mercantili oltre al cacciatorpediniere HMS Somali e un dragamine britannico. La necessità di rivedere le strategie di protezione portò l'Ammiragliato britannico a sospendere l'invio di ulteriori convogli della serie PQ, complice anche il fatto che una grossa parte delle unità di scorta della Home Fleet era richiesta in Atlantico per proteggere gli sbarchi alleati in Nordafrica (operazione Torch), previsti per l'inizio del novembre 1942. Per non interrompere del tutto il flusso dei rifornimenti, il 29 ottobre si tentò l'invio di due gruppi di mercantili non scortati (13 da Reykjavík per Murmansk e 23 sulla rotta opposta), i quali avrebbero proceduto a destinazione in maniera indipendente e furtiva; l'azione (operazione FB) ebbe un discreto successo, visto che aerei, sommergibili e navi di superficie tedesche affondarono solo sei cargo e una piccola nave scorta sovietica (perdendo però un U-Boot ad opera di un idrovolante Consolidated PBY Catalina britannico), ma scatenò anche le polemiche degli equipaggi dei mercantili, che accusarono la Marina di averli abbandonati in balia del nemico.
Per il successivo invio di mercantili si tornò quindi alla formula del convoglio scortato e il QP 15 (ultimo della sua serie) lasciò Arcangelo il 17 novembre con 31 mercantili e una forte scorta di unità britanniche e sovietiche. Il maltempo impedì ai velivoli tedeschi di avvistare il convoglio, ma causò problemi anche a quest'ultimo: due mercantili furono costretti a tornare indietro, mentre il cacciatorpediniere sovietico Baku venne gravemente danneggiato e il connazionale Sokrušitel'nyj affondato dal mare in tempesta. Due U-Boot affondarono altrettanti mercantili a nord-ovest dell'Isola degli Orsi prima che il QP 15 arrivasse a Loch Ewe il 30 novembre.

### Inversione di tendenza

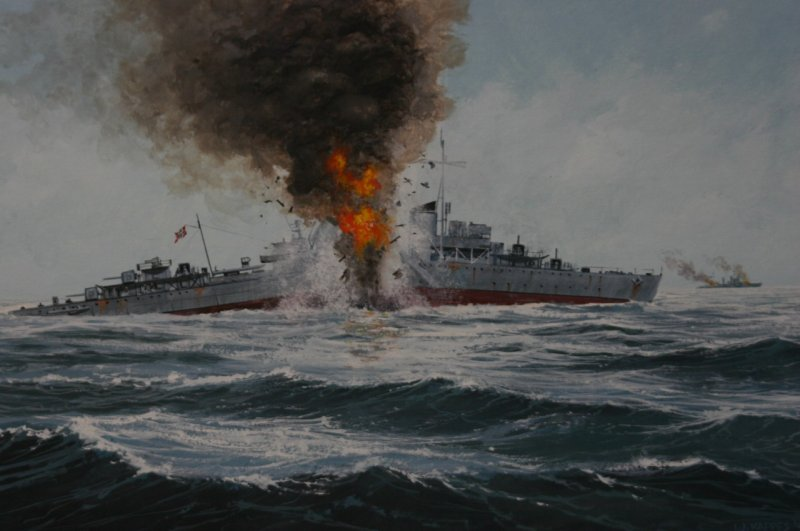
La fine del cacciatorpediniere tedesco Z16 Friedrich Eckoldt nella battaglia del mare di Barents in un'illustrazione di Irwin J. Kappes

Dopo tre mesi di interruzione, l'invio di convogli dal Regno Unito alla Russia riprese sotto la nuova designazione di JW (RA invece per quelli che percorrevano la rotta inversa) e i 16 mercantili del convoglio JW 51A lasciarono Loch Ewe per Murmansk il 15 dicembre. Per la ripresa delle spedizioni l'Ammiragliato concepì un sistema di protezione a triplo strato: il primo livello era rappresentato dalla scorta diretta, che accompagnava fisicamente i mercantili con unità leggere destinate a contrastare principalmente gli U-Boot e gli attacchi aerei; a distanza ravvicinata seguiva un raggruppamento di incrociatori, mentre più lontano dal convoglio seguivano le navi da battaglia e le portaerei della Home Fleet. L'idea era anche quella di attirare in una trappola le unità di superficie della Kriegsmarine: la scorta ravvicinata non era così potente da indurre i tedeschi a non rischiare lo scontro e ritirarsi, ma era comunque sufficientemente forte da poter resistere il tempo sufficiente a far intervenire la scorta a distanza, che avrebbe tentato di interporsi tra i tedeschi e le loro basi in Norvegia, prendendo in una tenaglia il nemico.
Il nuovo sistema non ebbe bisogno di essere testato con il JW 51A, visto che il maltempo impedì ai ricognitori tedeschi di avvistarlo; il convoglio giunse a Murmansk il 25 dicembre, anche se cinque dei suoi mercantili andarono perduti successivamente per urti con mine o attacchi aerei tedeschi sul porto. Mentre il convoglio completava il suo tragitto, il 22 dicembre da Loch Ewe erano partiti i 13 mercantili del JW 51B; le intercettazioni delle comunicazioni degli Alleati portate avanti dal B-Dienst avevano messo in allerta i tedeschi e il convoglio fu avvistato da un U-Boot il 30 dicembre mentre si apprestava a doppiare Capo Nord. La situazione alla fine del 1942 non era però più così favorevole alla Wehrmacht: dopo l'accerchiamento delle forze tedesche a Stalingrado, la Luftwaffe aveva dovuto richiamare gran parte delle sue risorse aeree e dei suoi equipaggi più esperti dal settore norvegese per impiegarli sul fronte russo, mentre contemporaneamente la guerra ai convogli in Atlantico era entrata nella sua fase più intensa, portando al trasferimento dalle acque artiche di un gran numero di U-Boot. Restavano le grandi navi di superficie, la cui operatività era però ostacolata da vari fattori: scarsità di carburante, inesperienza degli equipaggi dovuta all'invio sugli U-Boot degli uomini migliori e ordini tassativi da parte di Hitler che vietavano l'assunzione di qualunque rischio per paura di incorrere in perdite gravi.
Per il contrasto al JW 51B i tedeschi decisero quindi di impiegare una squadra di superficie forte degli incrociatori Admiral Hipper e Lützow e di sei cacciatorpediniere, mossa che portò alla battaglia del mare di Barents il 31 dicembre: la manovra a tenaglia dei tedeschi contro il convoglio provocò varie perdite alle unità di scorta britanniche, ma l'intervento degli incrociatori della scorta ravvicinata, che causarono danni allo Hipper, convinse il prudente comandante tedesco a rompere immediatamente il contatto e fuggire. I britannici subirono l'affondamento del cacciatorpediniere HMS Achates e di un dragamine, oltre a danni su altre unità da guerra, ma i tedeschi non riuscirono a colare a picco nessun mercantile e dovettero anzi registrare l'affondamento del cacciatorpediniere Z16 Friedrich Eckoldt. Lo smacco per la Kriegsmarine fu talmente grave che il suo comandante, Großadmiral Erich Raeder, fu obbligato alle dimissioni da un furioso Hitler e sostituito con l'ammiraglio Karl Dönitz.

### I convogli riescono a passare

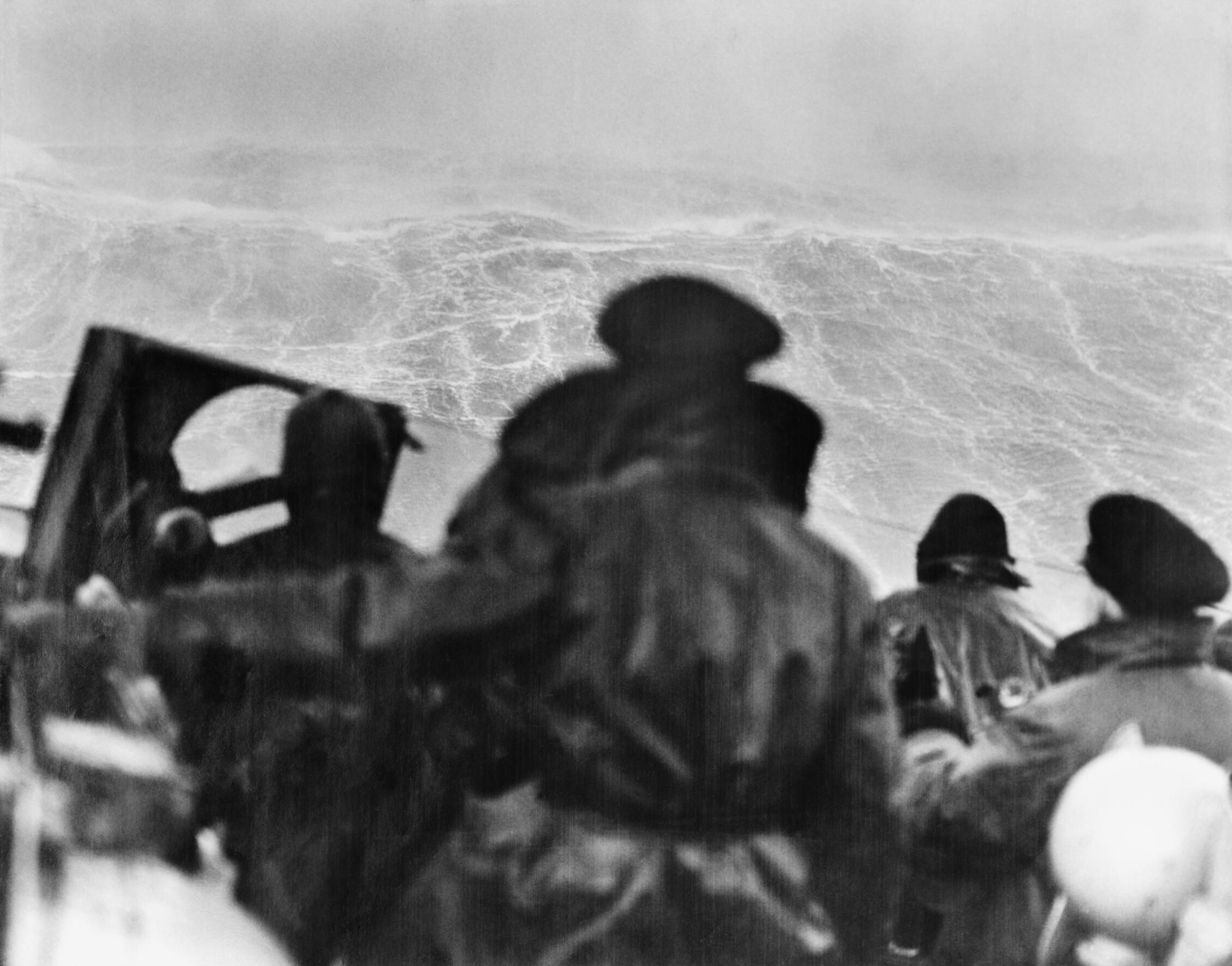
Le onde del mare in tempesta sovrastano la plancia dell'incrociatore durante la scorta del JW 53 nel febbraio 1943

La battaglia del mare di Barents segnò l'inizio di un deciso cambio di tendenza nelle operazioni sulla rotta artica. Tra gennaio e marzo 1943 ben due convogli per Murmansk (JW 52 e JW 53) e tre per Loch Ewe (RA 51, RA 52 e RA 53) riuscirono a transitare per la rotta artica subendo danni molto inferiori rispetto al passato: su 98 mercantili appartenenti complessivamente ai cinque convogli si contarono solo cinque unità perdute. La forte copertura antiaerea ostacolò non poco le attività della Luftwaffe, mentre l'impiego di nuove apparecchiature, come il radiogoniometro Huff-Duff, consentì spesso ai convogli di evitare le concentrazioni più grandi di U-Boot. Dopo due tentativi falliti a causa di attacchi aerei britannici, tuttavia, il 14 marzo i tedeschi riuscirono a trasferire nelle basi norvegesi la potente nave da battaglia veloce Scharnhorst, mentre anche la Tirpitz dava nuovamente segni di vita spostandosi da Trondheim alla base avanzata di Altafjord; in queste condizioni, complice anche l'allungarsi delle ore di luce tipico dei mesi estivi, il comandante della Home Fleet ammiraglio Tovey ritenne troppo rischioso proseguire con i convogli, a maggior ragione visto il migliorare della produzione bellica interna dell'Unione Sovietica che rendeva meno pressante l'invio di armamenti. Alla fine di marzo, quindi, l'Ammiragliato sospese la partenza di altri mercantili per il nord della Russia.
Il sistema dei convogli artici venne ripreso alla fine del 1943, dopo una serie di avvicendamenti negli alti comandi navali britannici seguenti in ottobre le dimissioni per motivi di salute del Primo Lord del mare Pound: l'esperto ammiraglio Andrew Cunningham sostituì Pound nella carica di Primo Lord del mare, mentre alla guida della Home Fleet andò l'ammiraglio Bruce Fraser. Oltre che per l'allungarsi delle ore di buio dato dall'incipiente stagione invernale, il movimento dei convogli era ritenuto ora più possibile grazie alla riuscita dell'operazione Source nel settembre precedente: penetrati nel Kåfjord nei pressi di Alta, minisommergibili britannici avevano applicato cariche esplosive allo scafo della Tirpitz e i danni subiti immobilizzarono l'unità fino all'aprile 1944. Con gli incrociatori pesanti rientrati in patria per condurre lavori di riparazione, l'unica unità di grosso tonnellaggio della Kriegsmarine rimasta in Norvegia era la sola Scharnhorst.

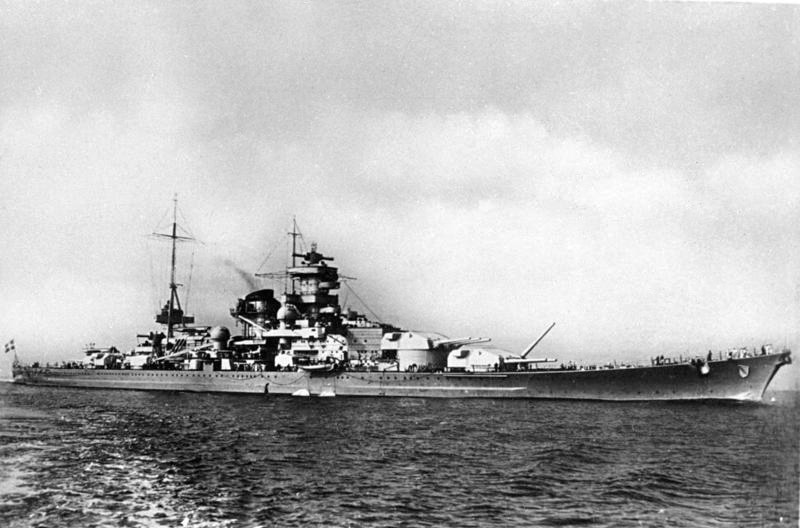
La corazzata Scharnhorst in navigazione

A partire dal 1º novembre 1943, quindi, quattro convogli artici (RA 54A e RA 54B da Arcangelo per Loch Ewe, JW 54A e JW5 54B da Liverpool per Murmansk e Arcangelo rispettivamente) furono portati a termine dagli Alleati senza perdere una sola nave; i pochi U-Boot presenti nel Mare di Norvegia furono evitati o respinti dalle forti scorte che accompagnavano i mercantili. Un'altra serie di quattro convogli (sempre due dal Regno Unito e due di rientro dalla Russia) fu organizzata per dicembre; il JW 55A, salpato da Loch Ewe il 12 dicembre, raggiunse Murmansk il 30 dicembre senza registrare alcuna perdita; sulla sua scia salpò il 20 dicembre da Loch Ewe anche il JW 55B, con 19 mercantili e una grossa scorta di unità della Home Fleet. Messi in allerta dal passaggio del convoglio precedente, questa volta i tedeschi erano pronti a reagire, ma i primi attacchi di velivoli e U-Boot non riuscirono a penetrare le difese del convoglio; la sera del 25 dicembre, quindi, la Scharnhorst prese il mare con una scorta di quattro cacciatorpediniere per dirigere sul convoglio. Preavvertiti dalle intercettazioni delle trasmissioni tedesche portate avanti da Ultra, i britannici erano perfettamente al corrente della mossa e, il 26 dicembre, le opposte forze diedero vita alla battaglia di Capo Nord: in mezzo al mare in burrasca e a una bufera di neve, la Scharnhorst fu contrastata con vigore dagli incrociatori della scorta ravvicinata dal convoglio, finendo con l'essere spinta contro uno scaglione della Home Fleet guidato dallo stesso ammiraglio Fraser sulla HMS Duke of York; la corazzata tedesca fu infine colata a picco al termine di una dura lotta, con 1.932 morti tra il suo equipaggio. 

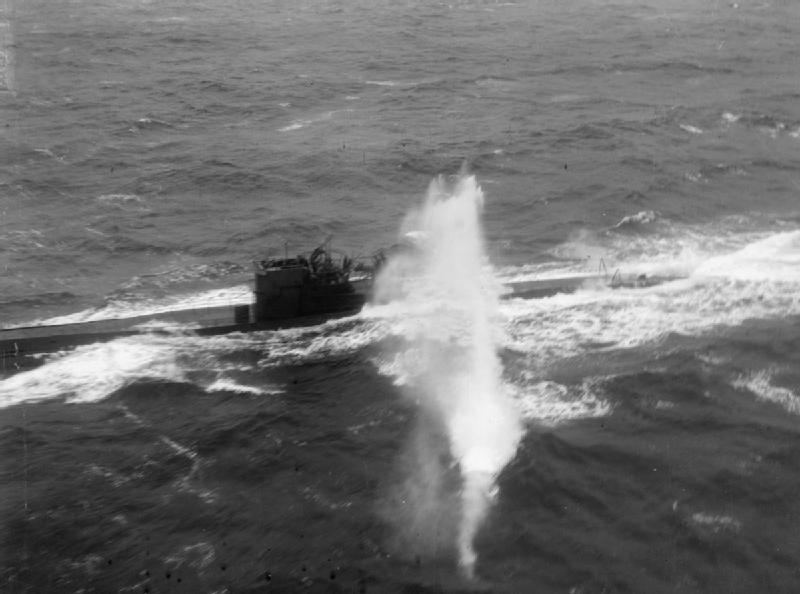
Il sommergibile U-288 mitragliato da aerei britannici durante gli attacchi al JW 58 del marzo 1944

L'eliminazione della Scharnhorst e le perdite sempre più gravi accusate dalla Luftwaffe portarono a demandare il peso del contrasto dei convogli artici ai soli U-Boot; ormai impossibilitati a operare in gruppi numerosi nel pattugliatissimo Atlantico, molti sommergibili erano stati ritirati dalle basi in Francia e rischierati in quelle norvegesi, ma le unità di scorta degli Alleati, numerose e ben equipaggiate, erano più che pronte ad accettare questa nuova sfida. La prima battaglia si ebbe alla metà del gennaio 1944, quando branchi di U-Boot furono diretti all'intercettamento dei convogli JW 56A e JW 56B in viaggio da Loch Ewe per Murmansk; l'impiego da parte dei tedeschi di innovativi siluri a guida acustica causò diverse vittime, tra cui tre mercantili e il cacciatorpediniere HMS Hardy affondati e il cacciatorpediniere HMS Obdurate gravemente danneggiato, anche se un U-Boot fu colato a picco dalle scorte alleate. Il seguente JW 57 di febbraio fu parimenti attaccato in forze dai tedeschi, ma con risultati più miseri: il cacciatorpediniere HMS Mahratta fu affondato con la perdita di gran parte dell'equipaggio, ma nessun mercantile venne colpito, mentre navi di superficie e aerei colavano a picco due U-Boot.
Anche più disastrosi per i tedeschi furono gli attacchi ai convogli di marzo: il RA 57 partito da Murmansk perse un mercantile, ma la copertura a corta distanza garantita dalla portaerei di scorta HMS Chaser contribuì all'affondamento di tre U-Boot; con le portaerei di scorta HMS Tracker e HMS Activity a garantire copertura aerea, nessuna unità del convoglio JW 58 partito da Loch Ewe venne colpita, mentre tre U-Boot furono affondati e uno danneggiato, oltre a sei bombardieri della Luftwaffe abbattuti. Tra aprile e maggio i convogli RA 58 e RA 59 giunsero a destinazione con la perdita di un mercantile, successo pagato però dalla Kriegsmarine con l'affondamento di tre U-Boot, tutti colpiti da velivoli decollati dalla portaerei di scorta HMS Fencer; con l'attenzione rivolta all'imminente sbarco in Normandia, tuttavia, i britannici sospesero nuovamente l'invio di altri convogli per la Russia.

### Le ultime battaglie

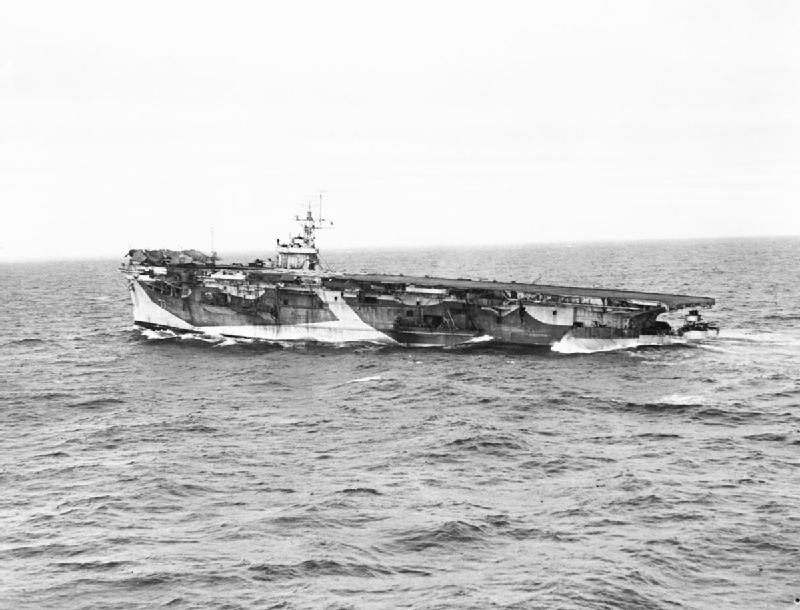
La portaerei Nabob fortemente appoppata dopo essere stata silurata da un U-Boot durante la scorta al JW 59

Le unità alleate erano ormai in grado di spadroneggiare nelle acque del Mare di Norvegia: mentre gli idrovolanti e i bombardieri a lungo raggio del Royal Air Force Coastal Command davano una caccia spietata ai sommergibili tedeschi sorpresi in navigazione, gruppi di portaerei della Home Fleet compivano periodiche incursioni lungo la costa norvegese per sferrare attacchi aerei ai danni della Tirpitz, praticamente impossibilitata a prendere il mare aperto; più volte colpita e danneggiata, la grande corazzata tedesca fu infine colata a picco dai bombardieri britannici il 12 novembre 1944 a Tromsø, eliminando l'ultima potenziale minaccia di superficie ai convogli artici.
Le spedizioni verso il nord della Russia ripresero con il convoglio JW 59, salpato da Loch Ewe il 15 agosto 1944: vari attacchi ad opera di U-Boot, uno dei quali venne affondato, non conseguirono alcun risultato ai danni dei mercantili, ma provocarono perdite tra le forze di scorta, con uno sloop e una fregata britanniche colate a picco e la portaerei di scorta HMS Nabob danneggiata in maniera irreparabile; il RA 59A, salpato da Murmansk il 28 agosto, non accusò invece alcuna perdita e fece registrare invece l'affondamento di un U-Boot. In settembre il JW 60 arrivò a Murmansk senza essere stato localizzato dai tedeschi, mentre il contemporaneo RA 60 diretto a Loch Ewe perse due mercantili in un fortunato attacco di un U-Boot tedesco; i due convogli di ottobre (JW 61 e JW 61A) transitarono senza essere localizzati dai tedeschi, mentre il RA 61, salpato il 2 novembre da Murmansk, dovette registrare unicamente il danneggiamento di una fregata britannica ad opera di un U-Boot.

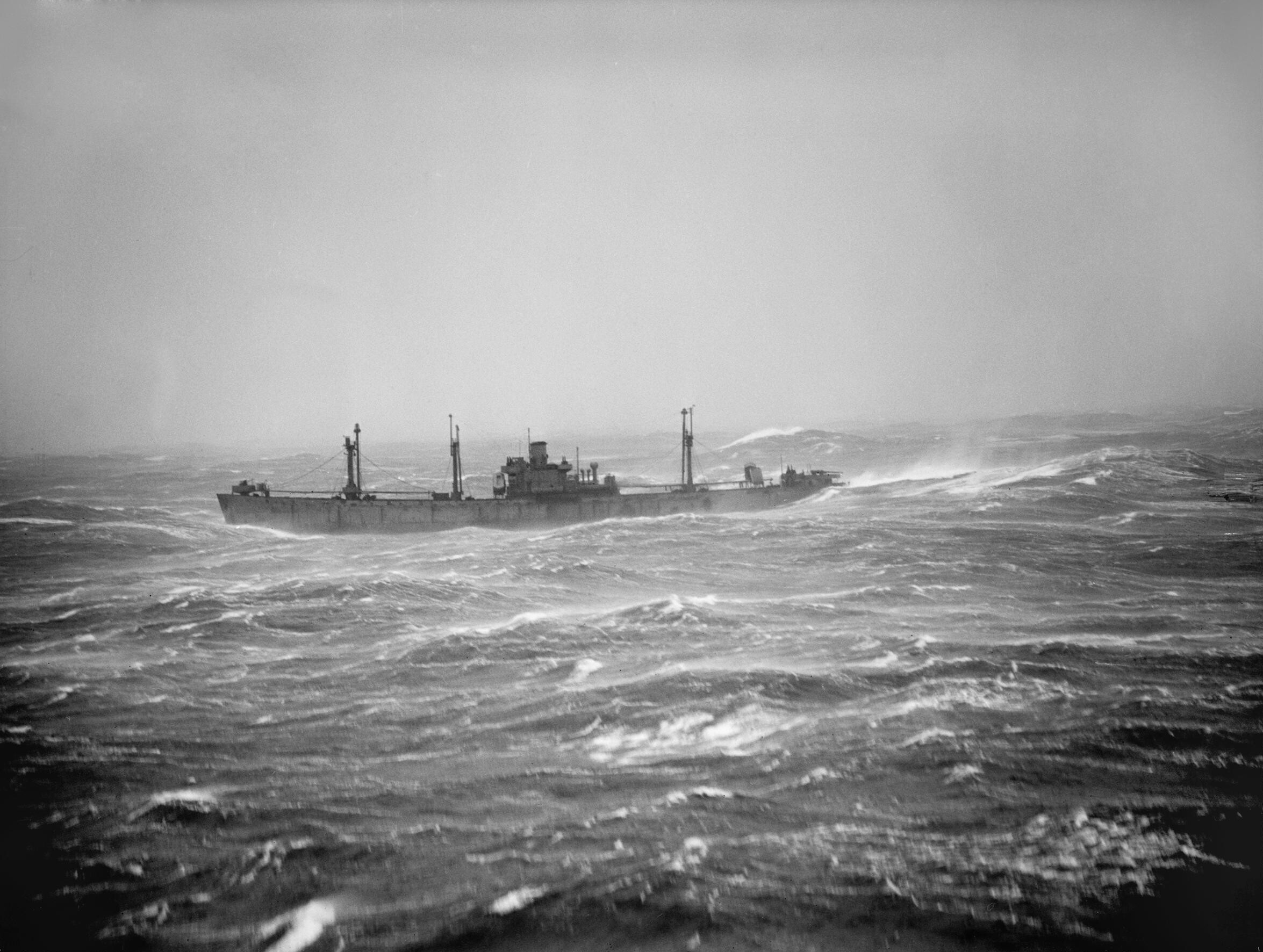
Un mercantile del convoglio RA 64 procede nel mare in tempesta

La Kriegsmarine mobilitò diversi sommergibili per attaccare il convoglio RA 62 salpato da Murmansk il 9 dicembre 1944, ma l'unico risultato conseguito, al prezzo di due U-Boot affondati e due bombardieri della Luftwaffe abbattuti, fu il danneggiamento del cacciatorpediniere britannico HMS Cassandra; una mina depositata al largo della Penisola di Varanger causò però l'affondamento di una corvetta norvegese di scorta al convoglio. Dopo che due convogli (JW 63 e RA 63) erano transitati senza perdite a cavallo tra dicembre 1944 e gennaio 1945, il JW 64, salpato dal Firth of Clyde il 3 febbraio, dovette subire ripetute incursioni di bombardieri Ju 88, con risultati tragici per la Luftwaffe: nessuna unità alleata venne colpita, mentre navi e caccia di scorta abbatterono tredici velivoli tedeschi; l'unico successo fu ottenuto da un U-Boot, che danneggiò in modo irreparabile una corvetta britannica. Il RA 64, salpato da Murmansk il 17 febbraio, dovette affrontare una prova più dura: attacchi di sommergibili portarono all'affondamento di un mercantile statunitense e di una corvetta britannica, mentre gli Ju 88 del KG 26 conseguirono l'ultimo successo navale della Luftwaffe nella guerra, affondando un mercantile statunitense; un U-Boot andò perduto ad opera delle navi di scorta e sei Ju 88 furono abbattuti da caccia decollati dalla portaerei HMS Nairana.
Il B-Dienst tedesco segnalò la partenza del convoglio JW 65 dal Firth of Clyde l'11 marzo e un "branco di lupi" di U-Boot riuscì a tendergli un'imboscata quando ormai era in vista di Murmansk il 20 marzo: un mercantile fu danneggiato in maniera irreparabile e uno sloop britannico fu affondato; il RA 65, salpato il 23 marzo, non fu invece attaccato. Le ultime battaglie si registrarono in aprile: il JW 66 giunse a destinazione senza perdite, ma il RA 66 fu attaccato dai sommergibili tedeschi alla fine del mese; il bilancio finale registrò l'affondamento del sommergibile U-307 ad opera della fregata britannica HMS Loch Insh il 29 aprile e quello della fregata HMS Goodall ad opera del U-286 il 30 aprile. Furono le ultime vittime della rotta artica: l'8 maggio 1945 la Germania si arrese agli Alleati, decretando la fine dei combattimenti in Europa.

## Bilanci

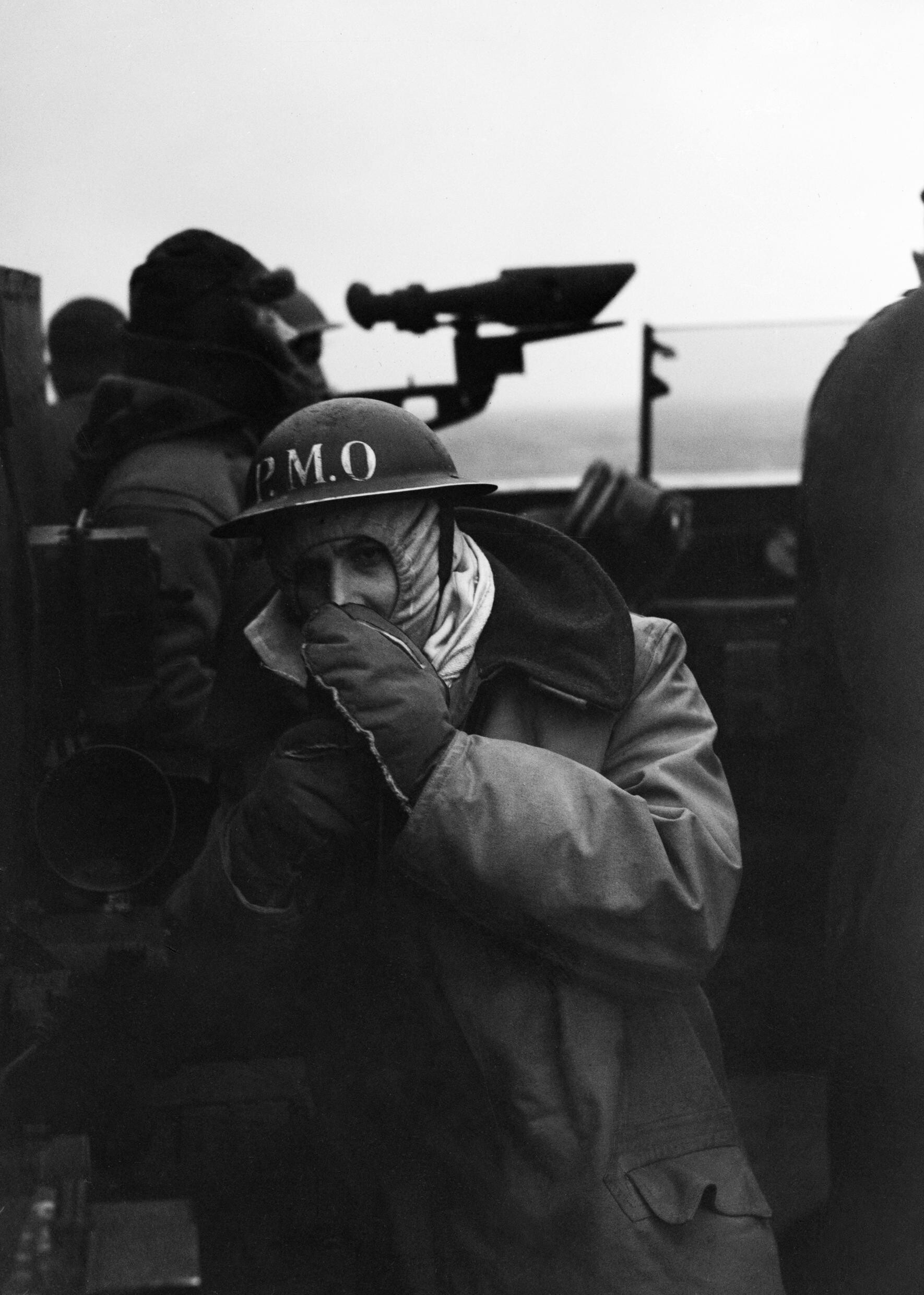
Un marinaio britannico a bordo dell'incrociatore si scalda le mani durante un viaggio sulla rotta artica

Tra l'agosto del 1941 e l'aprile del 1945 gli Alleati organizzarono 41 convogli diretti dalla Gran Bretagna verso i porti del nord della Russia (serie PQ e JW, oltre al primogenito convoglio Dervish) e 35 convogli di rientro nel Regno Unito (serie QP e RA); altri due convogli, il JW 67 partito il 12 maggio 1945 per Murmansk e il RA 67 salpato il 23 maggio per il Firth of Clyde, furono portati a termine a ostilità ormai cessate. I 78 convogli videro un totale di 1.152 viaggi di singoli mercantili, contribuendo in maniera determinate al trasferimento dei rifornimenti bellici disposti a favore dell'Unione Sovietica: nel solo periodo compreso tra l'agosto 1944 e l'aprile 1945 più di 250 navi da carico recapitarono nei porti di Murmansk e Arcangelo oltre un milione di tonnellate di materiale bellico di vari tipo, quantitativo più che sufficiente per equipaggiare circa 60 divisioni motorizzate dell'Armata Rossa. I rifornimenti consegnati dai convogli artici diedero un grosso contributo a quella superiorità non solo numerica ma anche in fatto di materiali che avrebbe consentito all'Unione Sovietica di trionfare sulla Germania nelle battaglie finali del fronte orientale.
Il successo di questa operazione fu pagato con grosse perdite nei ranghi delle marine militari e mercantili degli Alleati. Attacchi aerei, subacquei e di navi di superficie tedeschi causarono l'affondamento o il danneggiamento irreparabile di 85 navi mercantili (quasi il 6% del totale), unitamente a quello di una portaerei di scorta, due incrociatori leggeri, sette cacciatorpediniere e otto unità di scorta minori. Sensibili anche le perdite registrate in seno alla Kriegsmarine tedesca: in attacchi diretti ai convogli degli Alleati andarono infatti perduti anche una nave da battaglia, tre cacciatorpediniere e 38 U-Boot tedeschi.
Il sacrificio richiesto agli uomini impegnati in questo inospitale teatro bellico fu enorme: come scrissero gli storici Grabriele Faggioni e Alberto Rosselli, «un elemento rimane immutato durante tutta la storia dei convogli, il costante valore di cui diedero prova gli equipaggi delle navi mercantili e delle navi di scorta: i primi condannati, senza possibilità di difesa, a stringere i denti e a sopportare tutto, con il freddo mortale dei mari artici in agguato; i secondi, al loro posto di guardia, sferzati dagli spruzzi gelidi, o intenti a caricare i cannoni con proiettili da cui si doveva asportare il ghiaccio per poter graduare le spolette». Per ricompensare il valore di quanti, militari e civili, operarono sulle rotte dei convogli artici della seconda guerra mondiale, nel 2012 il governo britannico istituì un'onorificenza apposita, l'Arctic Star.